# Strawberry Shortcake: Pets on Parade
Strawberry Shortcake: Pets on Parade (Brasil: Moranguinho e o Concurso dos Bichinhos de Estimação ), é um especial animado de televisão de 1982, criado por Romeo Muller, Robert L. Rosen, e Fred Wolf. Esta é a terceira série a apresentar a personagem Moranguinho de American Greetings.

## Sinopse
Esta série se passa no "Concurso dos Bichinhos de Estimação" na Morangolândia. Moranguinho e sua gata, Custard, são os juízes do concurso, mas o Purple Pieman e Sour Grapes pretende entrar seus próprios animais de estimação para o concurso e trapacear.

## Elenco
| Nome            | Personagem                        | Referências |
| --------------- | --------------------------------- | ----------- |
| Russi Taylor    | Strawberry Shortcake              | [ 2 ]       |
| Robert Ridgely  | Peculiar Purple Pieman            | [ 2 ]       |
| Joan Gerber     | Blueberry Muffin / Apple Dumplin' | [ 2 ]       |
| Julie McWhirter | Huckleberry Pie                   | [ 2 ]       |
| Romeo Muller    | Mr. Sun / Narrador                | [ 2 ]       |

## Lançamento
Pets on Parade estreou no dia 9 de abril de 1982 em cidades dos Estados Unidos.  Foi ao ar pelo canal WCBS na Cidade de Nova Iorque e no canal KTLA em Los Angeles.  Este foi o último especial de Strawberry Shortcake produzido por Muller/Rosen.

## Recepção
Na edição de 1996 de Ballantine Books Video Movie Guide, Mick Martin e Marsha Porter deram duas estrelas e meia de quatro para a série.